# Zikmund II. z Ditrichštejna
Zikmund II. z Ditrichštejna (německy Siegmund, Sigismund von Dietrichstein, 1560 nebo 1562 – 1602, Brno) byl moravský šlechtic hrabě z Ditrichštejna, svobodný pán z Hollenburgu, Finkensteinu a Thalbergu. Působil jako císařský rada, komoří arcivévody Maxmililána a moravský zemský podkomoří.

## Život

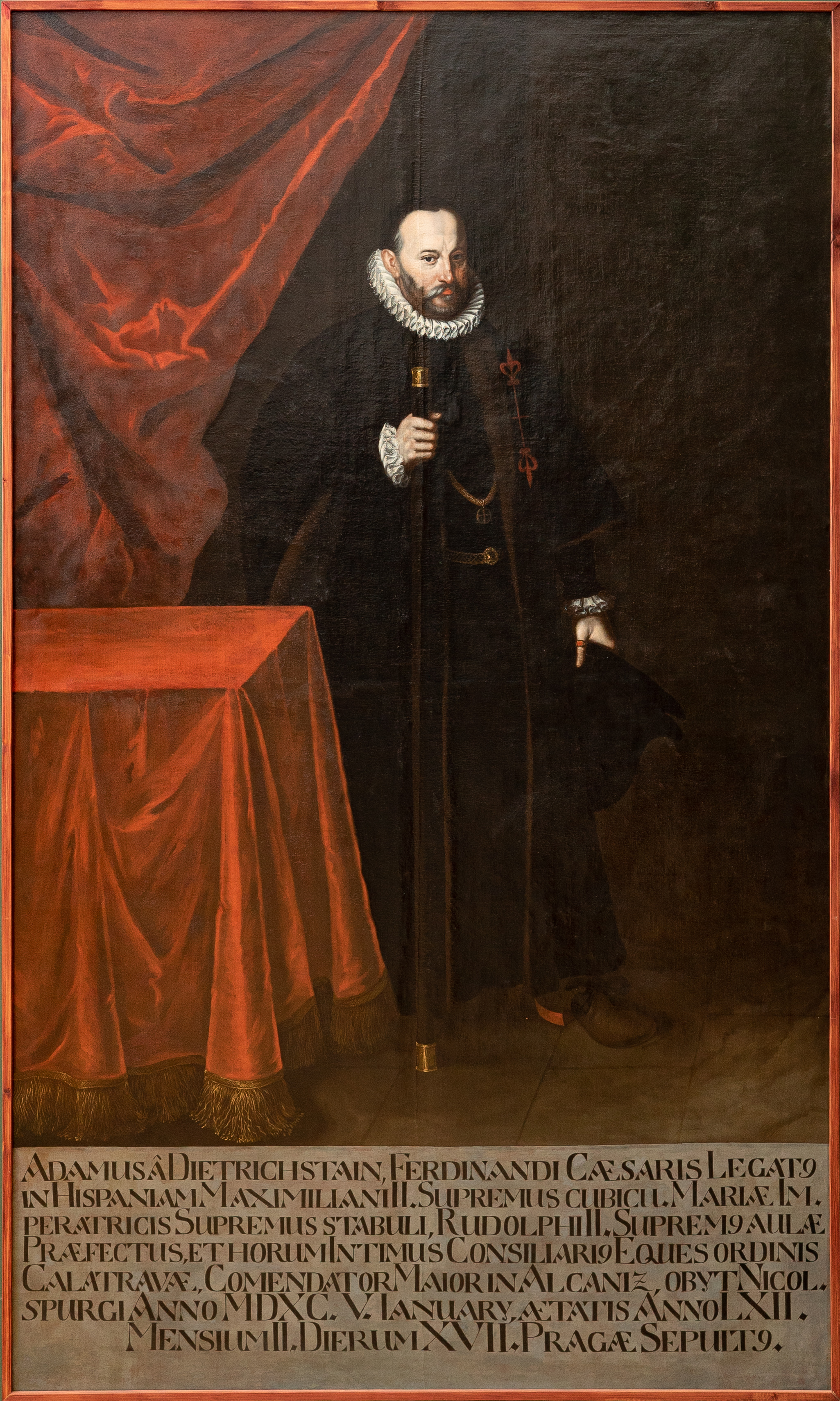
Zikmundův otec Adam z Ditrichštejna. Olej na plátně, sbírka Regionálního muzea v Mikulově.

### Původ

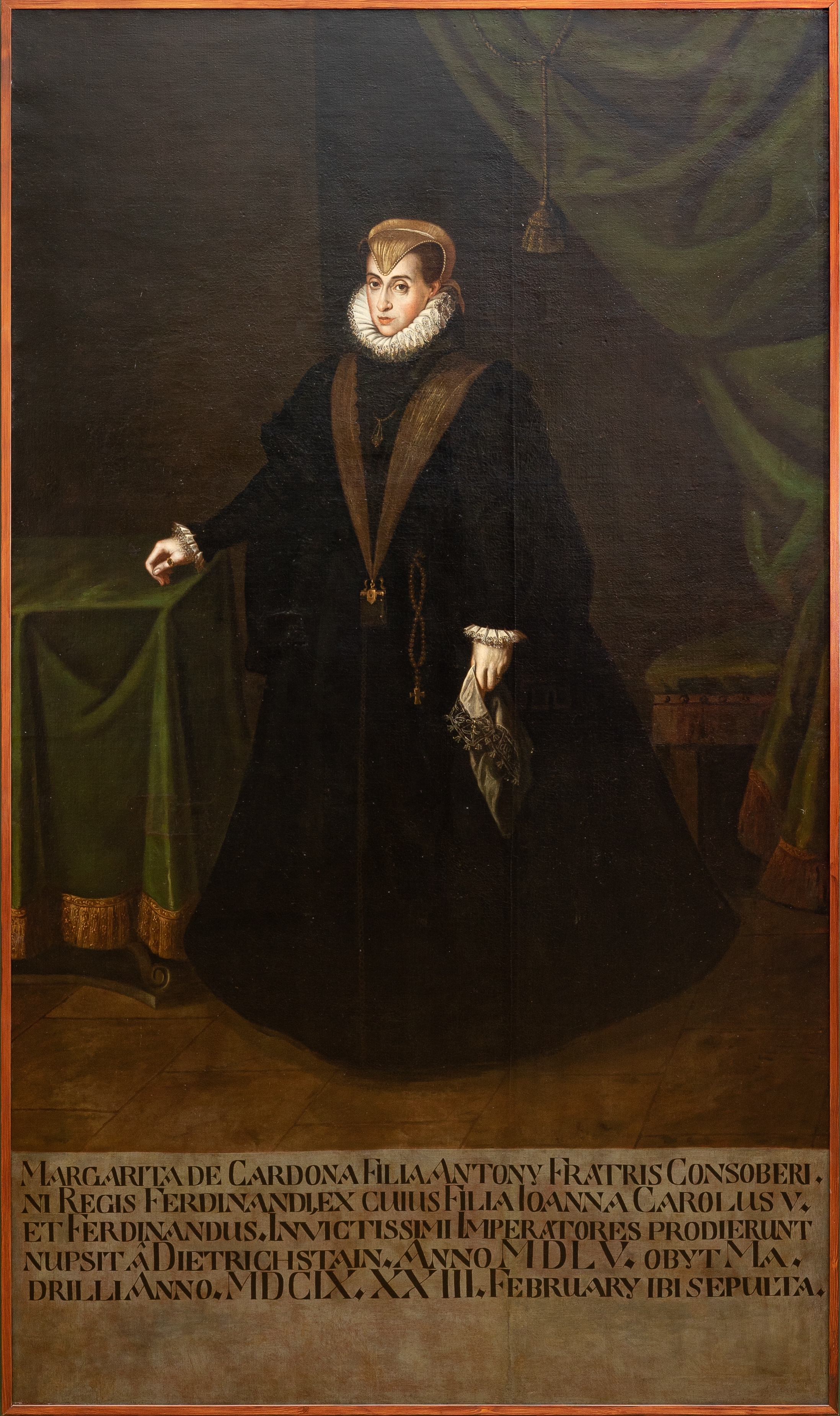
Portrét Zikmundova matky Margarity. Olej na plátně, sbírka Regionálního muzea v Mikulově.

Narodil se v roce 1560 jako syn diplomata Adama z Ditrichštejna (1527–1590), nejvýznamnějšího diplomata rakouských Habsburků druhé poloviny 16. století a vychovatele synů císaře Maxmiliána II. Habsburského Rudolfa a Arnošta, a jeho manželky, španělské šlechtičny Markéty Folchové z Cardony, dcery katalánského rodu spřízněného se španělskými Habsburky. a jeho manželky Markéty Folchové z Raquensens.
Mezi léty 1563 až 1571 pobývali Zikmundovi rodiče ve Španělsku, kde byl otec Adam vázán ke španělskému dvoru výchovou synů císaře Maxmiliána II. Z jejich zřejmě láskyplného manželství se narodilo celkem 13 dětí:
- Anna z Ditrichštejna
- Antonín I. z Ditrichštejna
- Marie z Ditrichštejna
- Maxmilián I. (1561–1611), působil jako vrchní štolba arcivévody Arnošta
- František Serafín z Ditrichštejna (1570–1636), stal se olomouckým biskupem, kardinálem a katolickým správcem pobělohorské Moravy.
- Hypolita z Ditrichštejna
- Johana z Ditrichštejna
- Alžběta z Ditrichštejna
- Markéta z Ditrichštejna
- Mariana z Ditrichštejna
- Beatrix z Ditrichštejna
- Antonín II. z Ditrichštejna

### Další život
Některé z dětí se narodily v Margaritině vlasti, jiné ve střední Evropě. Dcery se provdaly do dobrých španělských rodin a tři synové, Zikmund, Maxmilián a František přichází s rodiči na Moravu do Mikulova v roce 1575, převzít nové rodové panství. Adam byl dále v diplomatických službách u dvora Rudolfa II. Dle dopisů, které si manželé neustále posílali, je zřejmé, že měli velmi láskyplný vztah, kde Adam svou choť v dopisech oslovuje zamilovanými slovy.
Zikmund prožil část dětství s rodiči ve Španělsku a na mikulovském hradě.
Později působil jako voják u parmského vévody v Nizozemsku. V roce 1590 Zikmund s bratry Maxmiliánem a Františkem po otci společně převzali rodová panství a v roce 1596 Zikmund svůj díl oběma bratrům prodal.
V letech 1598–1600 byl moravským podkomořím, tedy správcem královských měst a poplatků pro královskou komoru. Dále působil jako císařský rada Rudolfa II., komoří arcivévody Maxmiliána, od roku 1598 zastával úřad moravského zemského podkomořího.

### Závěr života
Na sklonku života obvinil Karla staršího ze Žerotína z velezrady a urážky královského majestátu. Tímto krokem také pomohl svému bratrovi kardinálu Františkovi z Ditrichštejna zbavit se mocného soupeře do doby, než se Karel ze Žerotína úspěšně obhájil před zemským soudem v Praze.
Souběh neblahých událostí - Žerotínova úspěšná obhajoba, úmrtí Zikmundových dvou malých synků Karla a Františka a nemoc manželky, přivodily Zikmundovi srdeční mrtvici. Zikmund II. z Ditrichštejna zemřel v Brně v roce 1602. Byl pohřben v tamním kostele svatého Jakuba.
Po smrti Zikmunda se ovdovělá Johana znovu provdala, vzala si Jiřího Zikmunda z Lamberka, s nímž měla syna Jana Maxmiliána, který se stal významným rakouským politikem a diplomatem.

### Manželství a potomstvo
Poprvé se oženil v roce 1584, jméno jeho první manželky však není známo.
Ve druhém manželství se v roce 1594 nebo 1595 oženil s italskou šlechtičnou Johanou Scaligerovou, což byl společensky významný sňatek. Johana Scaligerová (italsky Giovanna della Scala, německy Johanna von der Leytter) byla dědičkou Amerangu z rodu Scaligerů, která od poloviny 13. do konce 14. století vládla Veroně, a která vymřela v mužské linii Johaniným otcem Janem Varmundem roku 1598.
Z manželství Johany a Zikmunda se narodilo 5 dětí:
- Maxmilián (1596–1655), který zdědil po strýci Františkovi majorát a knížecí titul, působil jako vrchní štolba a moravský zemský hejtman
- Markéta Františka (? 1597 – 3. 2. 1617) provdaná za Václav Viléma Popela z Lobkovic (20. 3. 1592 – 16. 2. 1626) a tři další děti, které zemřely v kojeneckém věku roku 1602.